# Calhoun City
Calhoun City és una població dels Estats Units a l'estat de Mississipi. Segons el cens del 2000 tenia 1.872 habitants.

## Demografia
Segons el cens del 2000, Calhoun City tenia 1.872 habitants, 736 habitatges, i 530 famílies. La densitat de població era de 305 habitants per km².
Dels 736 habitatges en un 34,5% hi vivien nens de menys de 18 anys, en un 44,3% hi vivien parelles casades, en un 23,6% dones solteres, i en un 27,9% no eren unitats familiars. En el 26,4% dels habitatges hi vivien persones soles el 15,6% de les quals corresponia a persones de 65 anys o més que vivien soles. El nombre mitjà de persones vivint en cada habitatge era de 2,38 i el nombre mitjà de persones que vivien en cada família era de 2,84.
Per edats la població es repartia de la següent manera: un 25,1% tenia menys de 18 anys, un 8,1% entre 18 i 24, un 23,2% entre 25 i 44, un 21,6% de 45 a 60 i un 22% 65 anys o més.
L'edat mediana era de 39 anys. Per cada 100 dones de 18 o més anys hi havia 66,4 homes.
La renda mediana per habitatge era de 23.983 $ i la renda mediana per família de 28.047 $. Els homes tenien una renda mediana de 27.917 $ mentre que les dones 20.292 $. La renda per capita de la població era de 14.294 $. Entorn del 23,2% de les famílies i el 25,2% de la població estaven per davall del llindar de pobresa.

## Poblacions més properes
El següent diagrama mostra les poblacions més properes.